# Coenosia calopoda
Coenosia calopoda är en tvåvingeart som beskrevs av Mario Bezzi 1908. Coenosia calopoda ingår i släktet Coenosia och familjen husflugor. Inga underarter finns listade i Catalogue of Life.